# Liaison ferroviaire de l'aéroport international de Yogyakarta
La liaison ferroviaire de l'aéroport international de Yogyakarta ( indonésien : Kereta api Bandara Internasional Yogyakarta  </link> ) est un service de liaison ferroviaire aéroportuaire entre  l'aéroport international de Yogyakarta et le centre ville de Yogyakarta, dans le centre de l'île de Java en Indonésie. Il est exploité par Kereta Api Indonesia. Lancé le 6 mai 2019, il comportait initialement deux trajets, Yogyakarta – Wojo et Yogyakarta – Wojo – Kebumen, avant de devenir un trajet unique en 2021 avec l'achèvement d'une ligne secondaire vers l'aéroport.
Le service est l'une des options pour rejoindre l'aéroport international de Yogyakarta, qui a remplacé l'aéroport international d'Adisutjipto en tant que principal aéroport de Yogyakarta et de ses environs. Le train se terminait à la gare de Wojo, car la liaison ferroviaire directe avec l'aéroport n'était pas encore terminée. La gare de Wojo était considérée comme la station active la plus proche de l'aéroport, car la gare de Kedundang la plus proche était inactive et en cours de reconstruction. Il y avait des navettes Perum DAMRI de la gare de Wojo à l'aéroport, soit 4 km (2,5 mi) loin,,.
La connexion ferroviaire à l'aéroport international de Yogyakarta devait être achevée d'ici 2021,. Elle a été achevée le 17 septembre.

## Gares
Toutes les gares desservies par le train disposent de salles d'attente exclusives et confortables pour les passagers de l'aéroport et de toilettes aux normes internationales.
| Nombre            | </img> Gare                      | Transfert/Notes | Emplacement            | Emplacement                   |
| ----------------- | -------------------------------- | --- | ---------------------- | ----------------------------- |
| YA01 P01 JS05 Y01 | Yogyakarta                       | Gare terminale </img> Trains interurbains </img> Ligne de banlieue KRL Yogyakarta – Solo </img> Prambanan Express </img> Trans Jogja : Ligne 1A, Ligne 2A, Ligne Teman Bus Godean ( Mangkubumi 2 ) Ligne 1A, Ligne 2A, Ligne 3A, Ligne 8, Ligne 10 ( Malioboro 1 ) | Yogyakarta             | Région spéciale de Yogyakarta |
| YA02 P05 JS06     | Wates                            | </img> Trains interurbains </img> Prambanan Express | Régence de Kulon Progo | Région spéciale de Yogyakarta |
| YA03 P06          | Kedundang                        | Station de passage | Régence de Kulon Progo | Région spéciale de Yogyakarta |
| YA04              | Yogyakarta International Airport | Gare terminale </img> Aéroport international de Yogyakarta | Régence de Kulon Progo | Région spéciale de Yogyakarta |

- Transport ferroviaire en Indonésie